# Dao-Dao Zanuwo Idanotae
Dao-Dao Zanuwo Idanotae is een bestuurslaag in het regentschap Nias Selatan van de provincie Noord-Sumatra, Indonesië. Dao-Dao Zanuwo Idanotae telt 522 inwoners (volkstelling 2010).